# ヴィサルガ
ヴィサルガ（विसर्ग visarga, ウィサルガ）はサンスクリットで「前に送る、開放」を意味する語で、サンスクリット音韻学（シクシャー）ではヴィサルガ（初期の音韻学ではヴィサルジャニーヤ visarjanīyaとも）は音節末の無声声門摩擦音 [h] を指す。デーヴァナーガリーでは अः (IAST: aḥ) のように、文字の後ろにコロンに似た記号を付加することでヴィサルガを表す。悉曇学ではこの記号を「涅槃点」と呼ぶ。

## 概要
ヴィサルガは母音の後、語末または無声子音の前にのみ出現し、音節末の r および s が語末で変化した形である。
- manas（心）単数主格 manaḥ、単数属格 manas-aḥ
- dvār（扉）単数主格 dvāḥ、単数属格 dvār-aḥ

単数主格、二人称単数その他の語尾に -s はよく現れるため、ヴィサルガはサンスクリット文章の中に頻出する。
現代におけるヴィサルガの発音は派（シャーカー）によって異なる。aḥを[ɐhᵄ]、iḥを[ihⁱ]のように、前の母音をヴィサルガの後にわずかに響かせることもある。

## 連音変化
ヴィサルガは後続の子音によって複雑な連音変化（サンディ）を起こす。
- 無声の k kh p ph が後続する場合は変化しない。ś ṣ s が後続したときも変化しないか、または同化して ś ṣ s  になる。
- 無声の c ch が後続すると、ś に変化する。
- 無声の ṭ ṭh が後続すると、ṣ に変化する。
- 無声の t th が後続すると、s に変化する。
- 有声音（有声子音・母音）が後続すると、r に変化する。ただし、
  - aḥ < as の場合は、a 以外の母音の前で ḥ が消える。a と有声子音の前では aḥ が o に変化し、後続の a は消える。
  - āḥ < ās の場合は、ḥ が消える。

なお、シクシャーの規定では k kh の前では [x] に、p ph の前では [ɸ] に変化する（すなわち後続の子音と同器官的になる）とされている。前者を jihvāmūlīya、後者を upadhmānīya と称する。デーヴァナーガリーではそれぞれ क प の後ろに x のような記号をつけて表す（この記号は Unicode では U+1CF2 Vedic Sign Ardhavisarga として定義されている）。

## ヒンディー語
ヒンディー語では数の6（छः chaḥ）のほか、サンスクリットから借用された副詞・接続詞にヴィサルガが出現する（例：अतः ataḥ 「したがって」）。発音はह h と同じである。

## 他の表記体系
グジャラーティー文字でもヴィサルガの記号はサンスクリットからの借用語に使われるが、発音しない。
カンナダ文字、テルグ文字でもサンスクリットからの借用語に使われ、普通は ha と発音する。
ビルマ文字では高い声調を表すのにヴィサルガの記号が転用されている。

## その他
本居宣長は「漢字三音考」で特別な片仮名で指した。 